# Sergej Larin
Sergej Alekseevič Larin (in russo Сергей Алексеевич Ларин?, in lituano Sergejus Larinas; Daugavpils, 9 marzo 1956 – Bratislava, 13 gennaio 2008) è stato un tenore russo.

## Biografia
Dapprima si laurea in lingua e letteratura francese all'Università di Gor'kij, successivamente studia canto con il tenore Virgilijus Noreika, debuttando nel 1981 come Alfredo nella Traviata.
Dopo una gavetta di circa dieci anni, durante i quali si esibisce in teatri minori dell'Unione sovietica, si trasferisce a Bratislava, facendosi conoscere in quella città; la popolarità ottenuta gli spiega le porte di teatri importanti come la Staatsoper di Vienna, la Royal Opera House di Londra (Carmen, 1991), l'Opéra Bastille di Parigi e il Metropolitan Opera di New York, questi ultimi nei panni di Cavaradossi.
Inizialmente, benché dotato di una voce potente da tenore drammatico, si dedica a ruoli schiettamente lirici, specialmente russi, ripetutamente sostenuti nei principali teatri del mondo; tra questi spicca il Boris Godunov, in cui ha cantato tutti e tre i ruoli tenorili, soprattutto quello di Dmitri, presentato sia a New York (1992) sia al Festival di Salisburgo (1994), quest'ultimo inciso dal vivo e altamente apprezzato dai critici.
Nella seconda metà degli anni novanta si dedica con maggior frequenza a ruoli più spinti, come Don Carlos (Salisburgo, 1998) e Calaf (Città proibita, 1998), che hanno incontrato il favore della critica.
Alla sua fama hanno contribuito anche le sue numerose incisioni e i concerti di brani del repertorio russo e di autori dell'Est.
Muore a Bratislava a causa di un arresto cardiaco, all'età di 51 anni.

## Repertorio
- Georges Bizet
  - Carmen (Don José)
- Modest Petrovič Musorgskij
  - Boris Godunov (Il Folle; Il falso mitri; Dmitri)
- Giacomo Puccini
  - Tosca (Mario)
  - Turandot (Calaf)
  - Manon Lescaut (De Grieux)
  - Madama Butterfly (F B Pinkerton)
- Giuseppe Verdi
  - Don Carlos (Don Carlos)
  - La Forza del destino (Don Alvaro)
  - Aida (Radames)
  - Otello (Otello)
  - La traviata (Alfredo)
- Nicolai Rimsky-Korsakov
  - La leggenda dell'invisibile città di Kitež e della fanciulla Fevronija (Principe Vsevolod)

## Discografia
- Turandot (1998). Pechino, Città proibita.
- Mazeppa.
- Una lady Macbeth del distretto di .

## Videografia
- Turandot (1998). Pechino, Città proibita.